# Mirzə Xəzər
Mirzə Kərim oğlu Mikayılov, conosciuto come Mirzə Xəzər (Göyçay, 29 novembre 1947 – Monaco di Baviera, 31 gennaio 2020), è stato uno scrittore, conduttore televisivo, editore, giornalista radiofonico e traduttore azero di origine ebraica.
Era inoltre conosciuto come Mirza Michaeli. Mirzə Xəzər visse a Monaco di Baviera, Germania fino alla morte avvenuta nel 2020 all'età di 73 anni.
Gli articoli di Mirza Kazar legati alla situazione economica e politica e dell'Azerbaigian e di altri precedenti stati sovietici sono stati pubblicati in Azerbaigian, Turchia, Repubblica Ceca e altri paesi. The Formation of the Popular Front in Azerbaijan (La Formazione del Fronte Popolare in Azerbaijan) di Mirzə Xəzər (28 dicembre 1988) è stata la prima pubblicazione di ricerca circa i tentativi degli intellettuali e dei patrioti locali di lanciare un movimento nazionaldemocratico in Azerbaigian. Il Fronte Popolare Azero è stato creato ufficialmente nel 1989. Nell'agosto 1989, è stata pubblicata la sua Birlik Society in the Azerbaijani Democratic Movement (Società Birlik nel Movimento Democratico Azero).

## Biografia

### Gli anni della giovinezza
Nel luglio 1973, Mirzə Xəzər si laureò alla facoltà di legge presso l'università pubblica dell'Azerbaigian. Dall'agosto 1973 al gennaio 1974, lavorò come avvocato a Sumgait. Nel giugno 1974 si trasferì in Israele dove seguì specializzati per avvocati provenienti dall'URSS presso l'università di Tel Aviv. Dal giugno 1975 al gennaio 1976, fu a servizio delle Forze di Difesa di Israeliane.

### Traduzione della Bibbia
Su richiesta dell'Istituto di Stoccolma per la Traduzione della Bibbia, Mirzə Xəzər tradusse la Bibbia - sia il Nuovo Testamento che il Vecchio Testamento - in lingua azera. Nel 1982, l'istituto per la Traduzione della Bibbia di Stoccolma, Svezia, rilasciò la nuova traduzione di Mirzə Xəzər in lingua moderna azera del Nuovo Testamento, che è attualmente utilizzata in Azerbaigian. La traduzione dell'intera Bibbia fu completata nel 1984.
La prima edizione venne stampata a Zagabria, Croazia. La traduzione di Mirzə Xəzər del Nuovo Testamento venne ristampata cinque volte durante gli anni successivi. Mirzə Xəzər completò la traduzione del Vecchio Testamento nel 1984, ma la traduzione non è stata ancora stampata. 

### Giornalismo
Dall'agosto 1976 all'ottobre 1985, Mirzə Xəzər lavorò come vice redattore capo del servizio azero Radio Europa Libera / Radio Libertà a Monaco di Baviera, Germania. Nell'ottobre 1985, venne invitato a Washington, DC, ad essere il redattore capo del servizio radio azero Voce dell'America. Nel febbraio 1987, Mirzə Xəzər ritornò a Monaco per condurre il servizio radio azero Radio Europa Libera / Radio Libertà e lui lavora lì fino a settembre 2003. Nel gennaio 2004, fondò il giornale Mirzə Xəzərin Səsi a Baku.
Mirzə Xəzər diresse il giornale online La Voce di Mirzə Xəzər in tre lingue: azero, inglese e russo. Da settembre ad ottobre 2005, Mirzə Xəzər fu conduttore della TV Azadlig (TV libertà), la prima stazione indipendente a trasmettere da un paese straniero in Azerbaigian. Nel dicembre 2005, lanciò un programma radio su Internet, La Voce di Mirzə Xəzər, dove gli ospiti potevano ascoltare i programmi audio preregistrati.

### Il "gennaio nero" del 1990
Durante lo scoppio del gennaio nero, i sovietici riuscirono a sopprimere tutti gli sforzi di diffondere notizie dall'Azerbaijan alla popolazione locale e alla comunità internazionale. Alla vigilia dell'invasione militare sovietica a Baku, una fonte di rifornimento di energia per la TV Azerbaijani e la radio statale venne fatta esplodere dai funzionari dell'intelligence per tagliare la popolazione da ogni fonte di informazione. La TV e la radio diventarono mute e tutta la stampa venne vietata. Ma Mirzə Xəzər ed il suo personale riescono presso Radio Europa Libera / Radio Libertà a trasmettere notiziari giornalieri da Baku, rendendola l'unica fonte delle notizie agli Azeri all'interno ed all'esterno del paese per parecchi giorni. La direzione del Cremlino cercò a lungo di mantenere il mondo esterno e la popolazione all'interno dell'Azerbaijan, ignara dell'invasione militare, ma Mirzə Xəzər ed il suo personale sventarono questo tentativo. Grazie a Mirzə Xəzər ed al suo personale a Radio Europa Libera / Radio Libertà, gli Azeri dentro e fuori dall'Azerbaijan, così come la comunità internazionale, appresero dell'invasione sovietica e guadagnarono una possibilità di organizzare azioni di protesta. Scosso da questo "sorprendente" sviluppo, il governo dell'URSS sporse ufficialmente querela nei confronti degli Stati Uniti circa il reportage di Radio Europa Libera / Radio Libertà sull'invasione militare dell'Azerbaijan. Le trasmissioni del 20 gennaio 1990 resero Mirzə Xəzər una leggenda fra gli Azeri all'interno e all'esterno dell'Azerbaijan. Melahet Agacankizi, una nota poetessa e scrittrice azera, descrisse la comparsa di Mirzə Xəzər sulla radio ai tempi dell'invasione militare sovietica come segue: "Il 20 gennaio, Mirzə Xəzər con la sua voce divina "donata da Dio", ha dato la speranza alla morente popolazione azera". La sua voce distintiva ed il suo nome divennero familiari per gli Azeri all'interno e all'esterno dell'Azerbaijan.

## Premi
Il nome di Mirzə Xəzər è stato incluso del libro “100 grandi Azeri, " redatto dal celebre ricercatore e scrittore azero Alisa Nijat e pubblicato a Baku nel 1999. Nel 1990, il fronte popolare dell'Azerbaijan assegna a Mirzə Xəzər il premio di Memmed Emin Resulzade per il suo ruolo nel movimento nazionaldemocratico nell'Azerbaijan. Memmed Emin Resulzade è stato uno dei fondatori della prima Repubblica indipendente dell'Azerbaijan nel 1918.
Sabir Rustamkhanly, un eminente scrittore e politico azero, ha definito Mirzə Xəzər “un simbolo del nostro sforzo nazionale” nella sua intervista con il del giornale “Cumhuriyet” a settembre 2003. Il suo nome è comparso nell'enciclopedia degli Ebrei della montagna, pubblicata in Israele, nel 2006.